# Simrishamns kommun
Simrishamns kommun er en kommune i Skåne län (Skåne) i Sverige.

## Byområder
Befolkning pr. 31. december 2005:
| #  | Byområde      | Befolkning |
| -- | ------------- | ---------- |
| 1  | Simrishamn    | 6,546      |
| 2  | Kivik         | 1,013      |
| 3  | Gärsnäs       | 955        |
| 4  | Borrby        | 947        |
| 5  | Hammenhög     | 908        |
| 6  | Skillinge     | 841        |
| 7  | Sankt Olof    | 640        |
| 8  | Brantevik     | 451        |
| 9  | Östra Tommarp | 279        |
| 10 | Vik           | 264        |
| 11 | Vitaby        | 255        |
| 12 | Baskemölla    | 238        |
| 13 | Simris        | 235        |